# Equus (película)
Equus es una coproducción británica - estadounidense de 1977, dirigida por Sidney Lumet y protagonizada por Richard Burton, Peter Firth, Colin Blakely, Joan Plowright, Eileen Atkins y Jenny Agutter en los papeles principales.
El guion está basado en la obra de teatro Equus de Peter Shaffer.

## Sinopsis
Un psiquiatra Martin Dysart (Richard Burton) revisa el salvaje cegamiento de seis caballos con una punta de metal en un establo de Hampshire, Inglaterra. La atrocidad ha sido cometida por un modesto chico de 17 años de edad llamado Alan Strang (Peter Firth), hijo único de un padre obstinado pero tímido, Frank (Colin Blakely), y una madre afable y religiosa, Dora (Joan Plowright). Cuando Dysart expone la verdad tras los demonios del niño, se encuentra cara a cara con sus propios demonios en la persona de Jill Mason (Jenny Agutter), la novia de Alan Strang.

## Reparto
- Richard Burton  - Martin Dysart
- Peter Firth - Alan Strang
- Colin Blakely - Frank Strang
- Joan Plowright - Dora Strang
- Harry Andrews - Harry Dalton
- Eileen Atkins - Hesther Saloman
- Jenny Agutter - Jill Mason
- Kate Reid - Margaret Dysart
- John Wyman - Jinete
- Elva Mai Hoover - Señorita Raintree
- Ken James - Señor Pearce

## Premios
- Premio BAFTA 1978 : a la mejor actriz secundaria (Jenny Agutter).
- Premio Globo de Oro 1978 : al mejor actor – Drama (Richard Burton); y al mejor actor secundario (Peter Firth).
- Premio KCFCC 1979 : al mejor actor secundario (Peter Firth).